# Filiation en Tunisie
La filiation en Tunisie est déterminée essentiellement par le Code du statut personnel (CSP).
De façon générale et à l'instar des pays limitrophes, elle ne reconnaît que la filiation légitime, à savoir dans le cadre du mariage, qui s'effectue de façon patrilinéaire (du père aux enfants). La Tunisie a cependant récemment connu des réformes distinguant son régime juridique de la filiation par rapport à ceux des pays voisins.

## Adoption: une exception tunisienne?
Depuis les réformes du président Habib Bourguiba, la Tunisie fait aussi office d'exception, dans le monde musulman, en ce qui concerne l'adoption, aux côtés de l'Indonésie, de la Turquie, de la Somalie et du Liban. 
Selon le Système juridique islamique, l'adoption est en effet interdite ; on lui substitue le régime du kafala, dans lequel l'adopté ne reçoit pas le nom de son adoptant. La Tunisie, au contraire, reconnaît les liens de filiation entre l'adoptant et l'adopté depuis une loi de 1958, tandis qu'une loi de 1959 reconnaît l'adoption plénière.
Au début de mars 1988, le quotidien Assabah annonce qu'un amendement du CSP visant à l'interdiction de l'adoption d'enfants est en discussion, ce qui provoque la réaction de quarante universitaires de toutes orientations politiques qui font circuler une pétition demandant la « nécessaire séparation de l'islam et de la politique ». Le lendemain, le 19 mars, le président Zine el-Abidine Ben Ali rappelle publiquement, lors d'une allocution télévisée, son attachement au CSP : « Il n'y aura ni remise en cause ni abandon de ce que la Tunisie a pu réaliser au profit de la femme et de la famille ».

## Transmission de la nationalité par la mère
Le principe de transmission de la nationalité par la mère a beaucoup évolué depuis la promulgation du code de la nationalité tunisienne en 1956.
Ainsi, d'après sa première version, l'enfant né d'une mère tunisienne et d'un père inconnu ou apatride acquiert la nationalité tunisienne.
À partir de 1963, la femme tunisienne transmet sa nationalité à son enfant né en Tunisie, quel que soit la nationalité ou le statut du père, d'après l'article 6 du nouveau code refondé.
La loi no 93-62 du 23 juin 1993 portant modification du code de la nationalité donne également le droit à la femme de transmettre sa nationalité à ses enfants nés à l'étranger, à condition de faire une déclaration conjointe avec le père d'après l'article 12.
Depuis la loi no 2010-55 du 1er décembre 2010, l'égalité absolue est désormais inscrite puisque le nouvel article 6 du code de la nationalité tunisienne dispose la règle suivante :

« Est tunisien l'enfant né d'un père tunisien ou d'une mère tunisienne. »

## Réformes de 1998 et 2003 reconnaissant la filiation naturelle et la filiation matrilinéaire
La loi no 98-75 du 28 novembre 1998 modifiée par la loi no 2003-51 du 7 juillet 2003, « relative à l'attribution d'un nom patronymique aux enfants abandonnés et de filiation inconnue », constitue une innovation dans la région, puisqu'elle tend à reconnaître la filiation naturelle et à supprimer la catégorie « né de père inconnu, sans nom ni filiation ».
La non-reconnaissance de celle-ci (selon la tradition juridique musulmane, il s'agit d'un effet de la zinâ (en), soit du non-respect des règles sur le mariage) posait en effet un problème social majeur, en constituant des parias. Des ONG, telles SOS Villages d'enfants, luttent d'ailleurs sur ce terrain.
Ces deux lois n'ont cependant pas été intégrées au Code du statut personnel, ce qui pose des questions concernant l'héritage, lequel est l'un des rares domaines du CSP tunisien à être fortement imprégné par le Système juridique islamique des successions. Elles prévoient notamment qu'un enfant naturel puisse être reconnu exclusivement par la mère, qui lui transmet alors son nom (filiation matrilinéaire). Si elle le souhaite, la mère peut demander que l'on recherche le géniteur et qu'on le soumette à un test de paternité : si celui-ci se révèle positif, l'enfant reçoit le nom de son père sans que celui-ci n'ait à établir une reconnaissance de paternité. La jurisprudence considère que le fait de refuser un test de paternité constitue une présomption de paternité. Cette loi a eu pour effet social d'augmenter les mariages, solution jugée préférable par les familles afin de légitimer la filiation.